# Bettina Mittendorfer
Bettina Mittendorfer (* 24. September 1970 in Bad Griesbach) ist eine deutsche Schauspielerin.

## Leben
Bettina Mittendorfer besuchte die Realschule und machte anschließend eine Lehre zur Floristin. Danach absolvierte sie die Fachoberschule Passau mit einem Abschluss in Sozialwesen. Von 1992 bis 1995 studierte sie an der Münchner Otto-Falckenberg-Schule Schauspielerei.
Einem großen Publikum wurde sie 2011 als Maria Brandner in der Kino-Komödie Eine ganz heiße Nummer bekannt.
Neben vielen Rollen in Regionalkrimis präsentiert sie literarische Soloprogramme mit szenischen Lesungen.
Bettina Mittendorfer lebt am Ammersee.

## Filmografie (Auswahl)
- 1994: Ab nach Tibet! (Kino)
- 1994: Schartl (Kino)
- 1996: Alle haben geschwiegen
- 2002: Café Meineid (Fernsehserie, Folge Schritt für Schritt)
- 2007: Das große Hobeditzn
- 2008: Der Kaiser von Schexing (Fernsehserie, Folge Weiber)
- 2008, 2014: Um Himmels Willen (Fernsehserie, verschiedene Rollen, 2 Folgen)
- 2009: Schutzlos
- 2010: Sau Nummer vier. Ein Niederbayernkrimi (Fernsehreihe)
- 2010: In aller Stille
- 2011: Eine ganz heiße Nummer (Kino)
- 2011: Sommer in Orange (Kino)
- 2012: Jeder Tag zählt
- 2012: Mobbing
- 2013: Hattinger und die kalte Hand (Fernsehreihe)
- 2013: Paradies 505. Ein Niederbayernkrimi
- 2013: Der Alte (Fernsehserie, Folge Blutige Ernte)
- 2013, 2017: Unter Verdacht (Fernsehreihe)
  - 2013: Ohne Vergebung
  - 2017: Verlorene Sicherheit (Zweiteiler)
- 2014: Pfarrer Braun: Brauns Heimkehr (Fernsehreihe)
- 2014: Die Sache mit der Wahrheit Fernsehfilm
- 2014: Die Garmisch-Cops (Fernsehserie, 12 Folgen)
- 2014: Die Rosenheim-Cops (Fernsehserie, Folge Tödliche Märchenstunde)
- 2014–2017: SOKO München (Fernsehserie, verschiedene Rollen, 3 Folgen)
- 2015: Einer für alle, alles im Eimer
- 2015: Die Trapp Familie – Ein Leben für die Musik (Kino)
- 2016: Der Bozen-Krimi: Herz-Jesu-Blut (Fernsehreihe)
- 2016: Maikäfer flieg (Kino)
- 2016: Hattinger und der Nebel
- 2016: Lena Fauch: Du sollst nicht töten (Fernsehreihe)
- 2016–2017: Kommissar Pascha (Fernsehreihe)
  - 2016: Kommissar Pascha
  - 2017: Bierleichen
- 2017: Hubert und Staller (Fernsehserie, Folge Rauchen ist tödlich)
- seit 2017: Frühling (Fernsehserie)
  - 2017: Schritt ins Licht
  - 2017: Zu früh geträumt
  - 2018: Mehr als Freunde
  - 2018: Gute Väter, schlechte Väter
  - 2018: Wenn Kraniche fliegen
  - 2018: Am Ende des Sommers
  - 2019: Familie auf Probe
  - 2019: Lieb mich, wenn du kannst
  - 2019: Das verlorene Mädchen
  - 2019: Sand unter den Füßen
  - 2019: Weihnachtswunder
- 2017: Hindafing (Fernsehserie, 6 Folgen)
- 2017: Marie fängt Feuer: Nichts als die Wahrheit (Fernsehreihe)
- 2018: SOKO Wien (Fernsehserie, Folge Schlaflos)
- seit 2018: Zimmer mit Stall (Fernsehreihe) → siehe Episodenliste
- 2018: Polizeiruf 110: Tatorte (Fernsehreihe)
- 2018: Liebe auf Persisch
- 2019: München Mord: Leben und Sterben in Schwabing (Fernsehreihe)
- 2019: Eine ganz heiße Nummer 2.0 (Kino)
- 2019: Der Kriminalist (Fernsehserie, Folge Unsterblich)
- seit 2020: Ein Krimi aus Passau (Fernsehreihe)
  - 2020: Freund oder Feind
  - 2020: Die Donau ist tief
  - 2022: Zu jung zu sterben
  - 2022: Der Fluss ist sein Grab
  - 2024: Zeit zu beten
  - 2024: Gier nach Gold
- 2020: SOKO Kitzbühel (Fernsehserie, Folge Der Mann, der vom Himmel fiel)
- 2020: Landkrimi – Das Mädchen aus dem Bergsee (Fernsehreihe)
- 2020: Alle Nadeln an der Tanne
- 2020: SOKO München (Fernsehserie, Folge Countdown)
- 2021: Landkrimi – Steirertod (Fernsehreihe)
- 2021: Landkrimi – Steirerrausch (Fernsehreihe)
- 2021: Der Beischläfer (Fernsehserie)
- 2021: Die Chefin (Fernsehserie, Folge Der Wolf)
- 2022: Die Glücksspieler (Fernsehserie)
- 2022: Alles finster (Fernsehserie)
- 2022: Landkrimi – Steirerstern (Fernsehreihe)
- 2022: Landkrimi – Steirergeld (Fernsehreihe)
- 2023: Landkrimi – Steirerangst (Fernsehreihe)
- 2023: SOKO Linz – Erlösung (Fernsehserie)
- 2024: Landkrimi – Steirermord (Fernsehreihe)
- 2025: Watzmann ermittelt (Fernsehserie, Folge Moderne Zeiten)

## Hörspiele
- 1995: Im milden Lichte Jakob Apfelböck – von Carl Wilhelm Macke. Regie: Gabriele Förg
- 1996: Geschichten vom Victor – von Ingrid Keller, 13 Folgen. Regie: Leonhard Huber
- 1996: Oh nimm mir diesen Stein vom Herzen – von Monika Dimpfl, als junge Liesl Karlstadt. Regie: Gabriele Förg
- 1996: Foyleins, Amilflitscherln, Schokoladenhuren – von Karin Sommer. Regie: Gabriele Förg
- 1996: Und wenn das kleine Volk nicht wär – von Henrike Leonhardt. Autor und Regie: Gabriele Förg
- 1997: Wasser für Bayern – Autor und Regie: Bernd Schroeder
- 1999: Abrahadabra – Regie: Eva Demmelhuber
- 2018: Zenzi, Zausl und die Salzpriaten, Autor: Kilian Leypold

## Theater
- 1994: Gerettet von Bond/Sperr als Pam am Münchner Volkstheater unter Ruth Drexel, Regie: Markus Völlenklee
- 1994: Astutuli von Carl Orff, am Staatstheater am Gärtnerplatz als Hortula, Regie: Wolfgang Gropper
- 1995: Der Sturm von William Shakespeare und Faust von Johann Wolfgang von Goethe als Geist, Hexe und Bürgerin an Münchner Kammerspiele, Regie: Dieter Dorn
- 1996: Lysistrata von Aristophanes in der Rolle des Lampito, Bayerische Theaterakademie unter August Everding, Regie: Klaus Emmerich
- 1996: Eine Woche voller Samstage von Paul Maar in der Rolle des „Sams“ am Ulmer Theater unter Ansgar Haag, Regie: Gabi Oetterer
- 1996: Penthesilea von Heinrich von Kleist in der Rolle der Penthesilea am Theater Ulm unter Ansgar Haag, Regie: Jörn van Dyck
- 2000: 1. Bayrische Sommerakademie der August Everdingakademie München
- 2000: Die Erlösung von Hugo Claus in der Rolle der Julia am Theater Ulm unter Ansgar Haag, Regie: Jörn van Dyck
- 2008: Zum Koppenjäger von Joseph Berlinger in der Rolle der Emerenz Meier für die Europäischen Wochen Passau, Regie: Joseph Berlinger
- 2010: Lena Christ, Zenzl Mühsam und Liesel Karlstad – drei bayerische Amazonen von Michaela Karl als Lena Christ / Liesl Karlstadt, Regie: Bettina Mittendorfer

## Soloprogramm
- 2002: Die „andere“ heilige Nacht von Ludwig Thoma – Regie: Jörn van Dyck. Theater mit musikalischer Begleitung
- 2002: Der Traum der Lena Christ – Bearbeitung und Regie: Jörn van Dyck. Theater
- 2003: Die Pfarrhauskomödie von Heinrich Lautensack – Regie: Jörn van Dyck. Theater mit Barbara Dorsch und Norbert Entfellner
- 2004: Der große Georg Queri Abend – eine weiß-blaue Revue. Regie: Jörn van Dyck. Theater mit musikalischer Begleitung
- 2005: Mädchen, Frauen, Liebe! – nach Literatur von Oskar Maria Graf. Regie: Jörn van Dyck. Gelesen und gespielt, mit musikalischer Begleitung
- 2006: Mo-zärtliches von Norbert Entfellner – im Auftrag der 54. Europäischen Wochen Passau eingerichtet: Martin Gruber. Theater
- 2006: Und die Welt lauft auf Strümpf – Literatur von Heinricht Lautensack. Theater und Lesung mit Norbert Entfellner
- 2007: Aus den Erinnerungen einer Überflüssigen – von Lena Christ. Lesung
- 2008: Habe fertig! – frei nach „Wer durchs Laub geht“ von F.X. Kroetz. Theater mit musikalischer Begleitung
- 2008: Vom Sterben – literarische Texte von Thoma, Franz v. Kobell, Brecht, Christ, Graf uvm. mit musikalischer Begleitung
- 2009: Ein Kind – von Thomas Bernhard. Lesung mit musikalischer Begleitung
- 2010: Drei Bayerische Amazonen – als Lena Christ, Zenzl Mühsam, Liesl Karlstadt nach dem Buch von Michaela Karl im Auftrag der 58. Europäischen Wochen Passau mit Michaela Karl und den Passauer Saudiandln
- 2010: Beste Grüße – Literatur von Franz Kafka. Lesung
- 2013: Alles ist Leben! – Literatur von Milena Jesenská. Lesung mit Musik von Florian Burgmayr
- 2017: Apropos: Ethel Rosenberg und Mata Hari – nach Büchern von Stefana Sabin und Christine Lüders. Lesung und Gesang mit Musik von Florian Burgmayr

## Auszeichnungen
- 2011: Bayerischer Filmpreis in der Kategorie Darstellerin für Eine ganz heiße Nummer
- 2017: Oberbayerischer Kulturpreis[3]
- 2018: Heimatbotschafterin des Landkreises Passau[4]